# 폴케 베르나도테
폴케 베르나도테 비스보리 백작(스웨덴어: Folke Bernadotte Count of Wisborg, 1895년 1월 2일 ~ 1948년 9월 17일)은 스웨덴의 귀족, 외교관이다. 제2차 세계대전 당시 협상을 통해 450명의 덴마크 유대인을 포함한 31,000명을 독일 테레자인슈타트(Theresienstadt) 강제 수용소에서 구해냈다. 1945년 나치 친위대의 총수 하인리히 힘러가 베르나도테에게 항복을 제안하였으나 연합군에 의해 거부되었다.
전후 베르나도테는 국제연합 안전보장이사회에 의해 1947년~1948년 아랍-이스라엘 분쟁 중재자로 선임되었다. 1948년 예루살렘에서 임무를 수행하던 와중 시온주의 무장단체 레히에게 암살당했다. 베르나도테의 암살 이후 랠프 번치가 임무를 이어받아 이스라엘과 이집트 간 1949년 휴전 협정을 이끌어냈다.

## 같이 보기
- 라울 발렌베리